# Protópappas
Protópappas (Protopappas) är en ort i Grekland.   Den ligger i prefekturen Nomós Ioannínon och regionen Epirus, i den nordvästra delen av landet, 300 km nordväst om huvudstaden Aten. Protópappas ligger 616 meter över havet och antalet invånare är 342.
Terrängen runt Protópappas är huvudsakligen kuperad, men österut är den bergig. Runt Protópappas är det ganska tätbefolkat, med 52 invånare per kvadratkilometer. Närmaste större samhälle är Ioánnina, 19,0 km sydost om Protópappas. Trakten runt Protópappas består till största delen av jordbruksmark.